# 콩고 공화국 대통령
콩고 공화국의 대통령은 콩고 공화국 정부 수반이다. 현재 콩고 공화국의 대통령은 제5대 드니 사수응게소이다.

## 역대 대통령 목록
| 대                        | 사진 | 이름 (출생연도–사망연도)              | 임기             | 임기                    | 정당                                | 비고 |
| ------------------------- | ---- | ------------------------------------- | ---------------- | ----------------------- | ----------------------------------- | ---- |
| 콩고 공화국의 대통령      |      |                                       |                  |                         |                                     |      |
| 1                         |      | 풀베르 율루 (1917–1972)               | 1960년 8월 15일  | 1963년 8월 15일 (사임)  | 아프리카 민주연합                   |      |
| 2                         |      | 알퐁스 마삼바데바 (1921–1977)         | 1963년 8월 16일  | 1968년 9월 4일 (사임)   | 혁명국민운동                        |      |
| -                         |      | 알프레드 라울 (1938–1999)             | 1968년 9월 5일   | 1969년 1월 1일          | 군인                                |      |
| 3                         |      | 마리앵 응구아비 (1938–1977)           | 1969년 1월 1일   | 1969년 12월 31일        | 군인                                |      |
| 콩고 인민 공화국의 대통령 |      |                                       |                  |                         |                                     |      |
| 3                         |      | 마리앵 응구아비 (1938–1977)           | 1969년 12월 31일 | 1977년 3월 18일 (암살)  | 콩고 노동당                         |      |
| -                         |      | 조아킴 용비오팡고 (1939–2020)         | 1977년 3월 18일  | 1977년 4월 3일          | 군인 / 콩고 노동당                  |      |
| 4                         |      | 조아킴 용비오팡고 (1939–2020)         | 1977년 4월 3일   | 1979년 2월 5일 (사임)   | 콩고 노동당                         |      |
| -                         |      | 장 피에르 시스테르 차차야 (1936–2008) | 1979년 2월 5일   | 1979년 2월 8일          | 콩고 노동당                         |      |
| 5                         |      | 드니 사수응게소 (1943- )              | 1979년 2월 8일   | 1992년 3월 15일         | 군인 / 콩고 노동당                  |      |
| 콩고 공화국의 대통령      |      |                                       |                  |                         |                                     |      |
| 5                         |      | 드니 사수응게소 (1943- )              | 1992년 3월 15일  | 1992년 8월 31일         | 콩고 노동당                         |      |
| 6                         |      | 파스칼 리수바 (1931–2020)             | 1992년 8월 31일  | 1997년 10월 25일 (사임) | 사회민주주의를 위한 범아프리카 연합 |      |
| 7                         |      | 드니 사수응게소 (1943- )              | 1997년 10월 25일 | 현재                    | 콩고 노동당                         |      |